# Marshal Law
Marshal Law é um personagem de histórias em quadrinhos criado em 1987 pelos britânicos Pat Mills (roteirista) e Kevin O'Neill (desenhista) como protagonista da série "Marshall Law", publicada pela Epic Comics (linha editorial adulta da Marvel Comics que durou de 1980 até 1998).
Na mini-série original, Joe Gilmore (alter ego de Marshal Law) é um dos muitos ex-soldados com super poderes criados pelos Estados Unidos para lutar na "Zona" - guerra travada na América do Sul - que precisam se readaptar à vida civil (uma forte alusão à Guerra do Vietnã) em uma San Futuro (ex- São Francisco) devastada por um terremoto. 
Gilmore então entra para a polícia de San Futuro, agora como Marshal Law, um caçador de heróis e super-seres degenerados e enlouquecidos. Marshal Law possui força sobre-humana e não pode sentir dor (possui um arame-farpado enrolado no braço), o que lhe permite lutar com seres muito mais fortes e poderosos que ele. Também possui à sua disposição um enorme arsenal.